# رومانيا في الحرب العالمية الأولى
كانت مملكة رومانيا محايدة في العامين الأولين من الحرب العالمية الأولى، وأدى دخولها إلى جانب دول الحلفاء منذ 27 أغسطس 1916 حتى أدى احتلال قوى المركز إلى إبرام معاهدة بوخارست في مايو 1918، قبل أن تدخل الحرب من جديد في 10 نوفمبر 1918. كانت تمتلك أهم حقول النفط في أوروبا، وكانت تشتري ألمانيا منها نفطها بفارغ الصبر، إلى جانب صادرات الأغذية.
من ناحية وضعها العدائي، كانت رومانيا دولة محايدة بين 28 يوليو 1914- 27 أغسطس 1916، ودولة محاربة إلى جانب قوات الحلفاء بين 27 أغسطس 1916- 9 ديسمبر 1917، وفي حالة هدنة مع قوات الحلفاء بين 10 ديسمبر 1917-7 مايو 1918، ودولة غير مقاتلة بين 7 مايو 1918- 10 نوفمبر 1918، وأخيرًا دولة محاربة ضمن قوات الحلفاء بين 10 نوفمبر 1918- 11 نوفمبر 1918.
في بداية الحرب العالمية الأولى، وقف الملك كارول إلى جانب ألمانيا في حين فضلت النخبة السياسية في البلاد قوات الحلفاء. على هذا النحو، اتخذ مجلس التاج قرارًا بالبقاء على الحياد. لكن بعد وفاة الملك كارول في عام 1914، فضّل خلفه الملك فرديناند قوات الحلفاء. كانت الأولوية بالنسبة لرومانيا هي أخذ ترانسيلفانيا من المجر بألبية 2800.000 روماني من أصل 5000000. أراد الحلفاء ضم رومانيا إلى جانبهم من أجل قطع اتصالات السكك الحديدية بين ألمانيا وتركيا، ومن أجل قطع إمدادات النفط عن ألمانيا. قدمت بريطانيا القروض، وأرسلت فرنسا بعثة تدريب عسكرية ووعدت روسيا بتوفير الذخيرة الحديثة. وعد الحلفاء بتأمين 200 ألف جندي على الأقل للدفاع عن رومانيا ضد بلغاريا في الجنوب، ومساعدتها في غزو النمسا.
عند اندلاع أعمال العنف، تذرعت إمبراطورية النمسا-المجر بقضية لصالح التحالف مرتبطة بمعاهدة التحالف سرية منذ عام 1883، من أجل إعلان الحرب على رومانيا وإيطاليا. مع ذلك، رفضت كل من إيطاليا ورومانيا احترام المعاهدة بحجة أنها لم تكن قضية مدعاة للحرب لأن الهجمات ضد النمسا كانت «مبررة»، وفقًا لما ورد في نصوص معاهدة التحالف. في أغسطس عام 1916، تلقت رومانيا إنذارًا نهائيًا لتقرر فيما إذا كانت ستنضم إلى التحالف «الآن أو أبدًا». وافقت الحكومة الرومانية تحت ضغط هذا الإنذار على الدخول في الحرب إلى جانب التحالف، على الرغم من أن وضع المعركة على الجبهات الأمامية لم يكن إيجابيًا.
كان الحملة العسكرية الرومانية جزءًا من الجبهة الشرقية للحرب العالمية الأولى، حيث تحالفت رومانيا وروسيا مع بريطانيا وفرنسا ضد قوى المركز لكل من ألمانيا وحلف المجر والنمسا، والإمبراطورية العثمانية وبلغاريا. دام القتال منذ أغسطس عام 1916 حتى ديسمبر عام 1917 على امتداد معظم أراضي رومانيا الحالية، بما في ذلك ترانسيلفانيا، التي كانت جزءًا من إمبراطورية النمساوية المجرية في ذلك الوقت، بالإضافة إلى جنوب دوبروجا، التي تعد حاليًا جزءًا من بلغاريا.
تضمنت خطة الحملة الرومانية (فرضية «زي») الهجوم على المجر النمساوية في ترانسيلفانيا، بينما كانت تدافع عن جنوب دوبروجا وجورجيو ضد بلغاريا في الجنوب. على الرغم من النجاحات الأولية في ترانسيلفانيا، بعد بدء الانقسامات الألمانية كانت تساعد المجر النمساوية وبلغاريا، عانت القوات الرومانية من انتكاسات هائلة، وبحلول نهاية عام 1916، بقيت مولدافيا الغربية فقط من أراضي المملكة الرومانية القديمة تحت سيطرة الجيوش الروسية والرومانية.
بعد عدة انتصارات دفاعية في عام 1917 في ميراست وميراسيستي وأويتوز، مع انسحاب روسيا من الحرب بعد ثورة أكتوبر، حوصرت رومانيا بالكامل تقريبًا من قبل قوى المركز، وأُجبرت أيضًا على الانسحاب من الحرب، ووقعت معاهدة بوخارست مع القوى المركزية في مايو عام 1918. وقع البرلمان المعاهدة، لكن الملك فرديناند رفض توقيعها، على أمل انتصار الحلفاء على الجبهة الغربية. في 10 نوفمبر عام 1918، قبل يوم واحد فقط من الهدنة الألمانية وبعد استسلام جميع قوى المركز الأخرى، دخلت رومانيا الحرب مجددًا بعد تقدم الحلفاء الناجح على الجبهة المقدونية.

## قبل الحرب
حُكمت مملكة رومانيا من قِبل ملوك آل هوهنزوليرن من عام 1866. في عام 1883، وقع ملك رومانيا، كارول الأول هوهنزوليرن، على معاهدة سرية مع التحالف الثلاثي، تعهدت رومانيا بموجبها على دخول الحرب في حال هوجمت النمسا-المجر فقط. ورغم أن كارول أراد دخول الحرب العالمية الأولى كحليف للقوى المركزية، إلا أن العامة الرومانية والأحزاب السياسية أيدوا الانضمام إلى الوفاق الثلاثي.
ظلت رومانيا على الحياد عندما بدأت الحرب، بحجة أن النمسا-المجر قد بدأت الحرب بنفسها، وبالتالي، لم تكن رومانيا ملزمة رسميًا بالانضمام إليها. في الوقت نفسه، بدأت ألمانيا في تشجيع النمسا-المجر على تقديم تنازلات إقليمية لرومانيا وإيطاليا من أجل إبقاء الدولتين على الحياد.
في مقابل دخولها الحرب إلى جانب الحلفاء، طالبت رومانيا دعم مزاعمها الإقليمية بأجزاء من ترانسلفانيا المجرية، وخاصة تلك الأجزاء ذات الغالبية الناطقة بالرومانية. كانت أكبر الشواغل الرومانية في المفاوضات تجنب الصراع الذي سيدور على جبهتين (صراع في دبروجة مع بلغاريا والآخر في ترانسلفانيا) وماهية الضمانات المكتوبة لمكاسب رومانيا الإقليمية بعد الحرب. طالبوا بعقد اتفاق ينص على عدم إبرام سلام منفصل مع القوى المركزية، وفرض وضع متساو في مؤتمر السلام القادم، وطالبوا أيضًا بالمساعدة العسكرية الروسية ضد بلغاريا وشن هجوم للحلفاء على بلغاريا والشحن المنتظم لإمدادات الحلفاء الحربية. تنص الاتفاقية العسكرية التي وقعوها مع الحلفاء على أن تبدأ فرنسا وبريطانيا هجومًا على بلغاريا والإمبراطورية العثمانية في موعد أقصاه أغسطس 1916، وأن ترسل روسيا قواتٍ إلى دبروجة، وأن الجيش الروماني لن يخضع لقيادة روسية. كان على الحلفاء إرسال 300 طن من المؤن يوميًا. وبحسب الرواية الرومانية، فإن معظم هذه البنود، باستثناء تلك المفروضة على رومانيا، لم تُراع.
وافق الحلفاء على الشروط في أواخر صيف عام 1916؛ يعزو سيريل فولز القرار المتأخر لعداء رومانيا التاريخي تجاه الإمبراطورية الروسية ويزعم أن الدخول المبكر في الحرب، ربما قبل هجوم بروسيلوف في نفس العام، كان سيوفر فرصة أفضل للنصر. وفقًا لبعض المؤرخين العسكريين الأمريكيين، أخرت روسيا الموافقة على المطالب الرومانية بسبب مخاوفها بشأن المخططات الإقليمية الرومانية في بيسارابيا، والتي ادعت الأوساط القومية أنها أرض رومانية. وفقًا للمؤرخ العسكري البريطاني جون كيغان فإنه قبل دخول رومانيا الحرب، وافق الحلفاء سرًا على عدم الوفاء بمكاسب رومانيا الإقليمية عند انتهاء الحرب.
في عام 1915، أُرسل المقدم كريستوفر تومسون، وهو متحدث طليق للغة الفرنسية، إلى بوخارست ليكون ملحقًا عسكريًا بريطانيًا بمبادرة من اللورد كتشنر لإدخال رومانيا في الحرب. حال وصوله، رأى أن رومانيا غير المستعدة وغير المسلحة بمواجهتها حربًا على جبهتين ستكون عبئًا على الحلفاء، وليس مكسبًا. تجاهل وايتهول هذا الرأي، ووقع تومسون اتفاقية عسكرية مع رومانيا في 13 أغسطس 1916. وفي غضون بضعة أشهر، كان عليه تخفيف عواقب النكسات الرومانية والإشراف على تدمير آبار النفط الرومانية لحرمان ألمانيا منها.
وقعت الحكومة الرومانية معاهدةً مع الحلفاء (فرنسا وبريطانيا وإيطاليا وروسيا) في 17 أغسطس 1916 أُعلنت الحرب بموجبها على النمسا والمجر في 28 أغسطس. أرسل السفير الروماني في فيينا إعلان الحرب في 27 أغسطس. استجابت ألمانيا، المأخوذة على حين غرة، بإعلان الحرب على رومانيا في اليوم التالي (28 أغسطس). تواريخ إعلان الحرب في بلغاريا والدولة العثمانية متنازع عليها. يقول إيان بيكيت أن بلغاريا لم تصدر إعلان حربٍ قبل هجومها في 31 أغسطس. مصادر أخرى تدرج الإعلان في 30 أغسطس أو 1 سبتمبر. جاء الإعلان العثماني إما في 29 أغسطس أو 30 أغسطس أو 1 سبتمبر. في غضون يومين من إعلانها، وفقًا لأحد المصادر، وجدت رومانيا نفسها في حالة حرب مع جميع القوى المركزية.
كان الجيش الروماني ضخمًا للغاية، مع أكثر من 650,000 رجل موزعين في 23 فرقة، لكنه عانى من سوء التدريب والمعدات، لا سيما بالمقارنة مع نظيره الألماني. في الوقت نفسه، كان رئيس الأركان الألماني، الجنرال إريش فون فالكنهاين، قد فكر بشكل سليم، إذ اعتبر أن رومانيا ستقف إلى جانب الحلفاء، ووضع الخطط وفقًا لذلك. كان الجيش البلغاري والجيش العثماني على استعداد للمساعدة في محاربة الرومانيين، ويعود ذلك إلى الاستيلاء على مملكة صربيا في وقت سابق وعمليات الحلفاء غير الناجعة على الحدود اليونانية (حملات سالونيك) ووجود أطماع إقليمية في دبروجة.

كانت القيادة العليا الألمانية قلقة للغاية بشأن احتمال دخول رومانيا الحرب، كتب باول فون هيندنبرغ:
من المؤكد أن دولة صغيرة نسبيًا مثل رومانيا لم تُمنح من قبل دورًا بتلك الأهمية، وفي الواقع، دورًا حاسمًا جدًا لتاريخ العالم في لحظة مناسبة كتلك. لم يسبق أن وجدت قوتان عظيمتان مثل ألمانيا والنمسا نفسيهما تحت رحمة الموارد العسكرية لدولة لا تكاد تضم خمسة بالمئة من سكان هاتين الدولتين العظيمتين. بالنظر إلى الوضع العسكري، فمن المتوقع أنه يمكن لرومانيا التقدم حيث ترغب لتقرير الحرب العالمية لصالح تلك القوى التي كانت تهاجمنا دون جدوى لسنوات. وهكذا بدا أن كل شيء يعتمد على ما إذا كانت رومانيا مستعدة للاستفادة من أي نوع من مزاياها الآنية.

### صناعة الأسلحة الرومانية
بين عامي 1914 و1916، أنتج 59 مصنعًا رومانيًا 400,000 طلقة مدفعية و70 مليون رصاصة و1,500 عربة ذخيرة و332 عربة مدفعية. صُنعت القنابل اليدوية أيضًا، إذ أُنتج يوميًا 1.5 طن من المتفجرات في ثلاثة مصانع. صُنعت 332 عربة مدفع من أجل تحويل مدافع الفاربانز الثابتة الرومانية بعياري 53 ملم و57 ملم إلى مدفعية ميدانية. حُولت بعض مدافع عيار 57 ملم إلى مدافع مضادة للطائرات باستخدام عربة صممها الجنرال الروماني ستيفان بوريليانو.

## الرومانيون في الجيش النمساوي المجري
انخرط الرجال من الاثنية الرومانية في النمسا-المجر في الحرب منذ البداية، بحشد مئات الآلاف من الرومانيين من ترانسلفانيا وبوكوفينيان طوال الحرب. على الرغم من أن معظم الرومانيين في ترانسلفانيا كانوا موالين للإمبراطورية، إلا أن المشاعر الرجعية ظهرت بمرور الوقت، خاصة بعد انضمام رومانيا إلى الحرب. قرر العديد من الجنود الموالين سابقًا أنه من الأفضل بكثير المخاطرة بحياتهم بالانشقاق، بدلًا من قتل مواطنيهم من نفس القومية الاثنية. كُتبت العديد من الروايات حول هذا الموضوع، من بينها رواية غابة المشنوق بقلم ليفيو ريبريانو. قاتلت القوات الرومانية على جميع الجبهات الأوروبية الخاضعة لنظام الملكية المزدوجة، وتميز بعضهم، مثل الهاوبتمان (النقيب) جورج فلوندر والملازم ثاني إميل ريبريانو. ومن بين الرومانيين البارزين الذين قاتلوا في الجيش النمساوي المجري كان الملازم أول والمستشار الإمبراطوري كونستانتين إيسوبيسكو غريكول إلى جانب أوكتافيان كودرو تاسلاونو، الذي كتب أيضًا مذكرات قيمة عن تجربته في الحرب. وصل سامويلا مارزا، وهو جندي في الجيش النمساوي المجري، حتى ريغا وأصبح أول مصور حرب روماني. في المجموع، قُتل ما يصل إلى 150,000 روماني في المعارك أثناء خوضهم القتال في طرف الجيش النمساوي المجري.
في إيطاليا، في أكتوبر 1918، شكل أسرى الحرب الرومانيون من الجيش النمساوي المجري فيلق التطوع الروماني من إيطاليا، الذي انضم إلى القتال خلال المعارك الأخيرة على الجبهة الإيطالية (معركة فيتوريو فينيتو) وشارك لاحقًا، بعد نهاية الحرب، في الحرب المجرية الرومانية.

## معرض صور

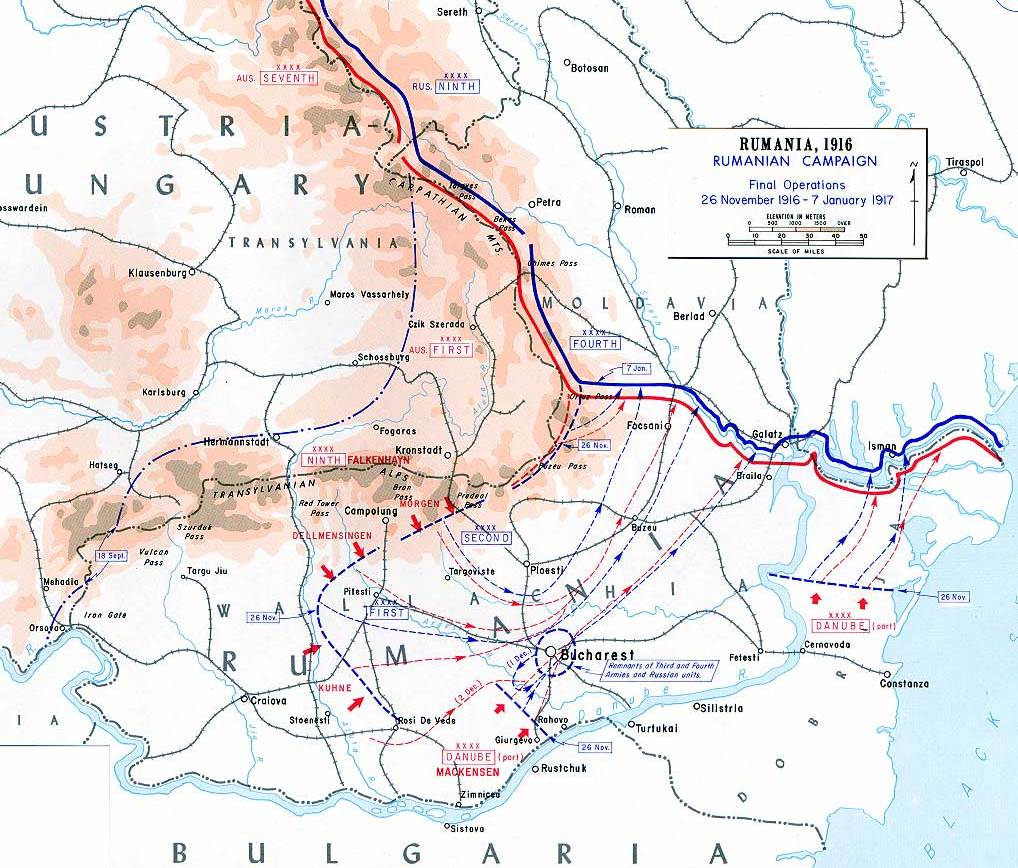
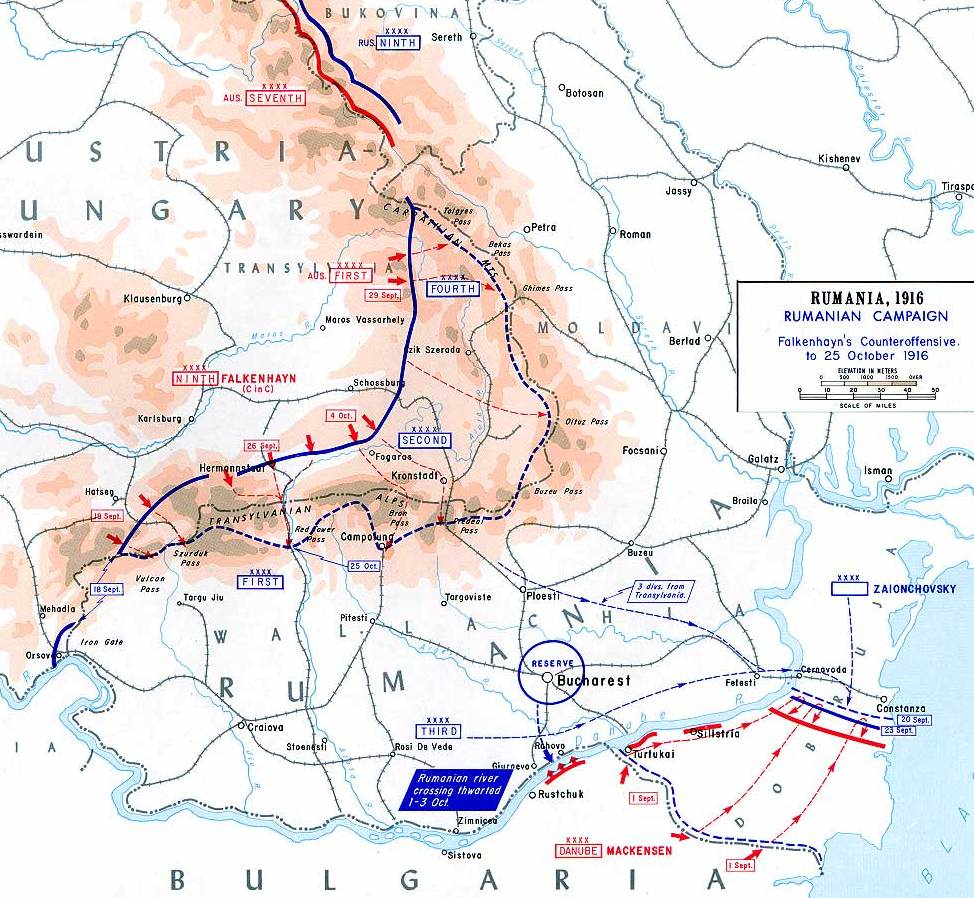
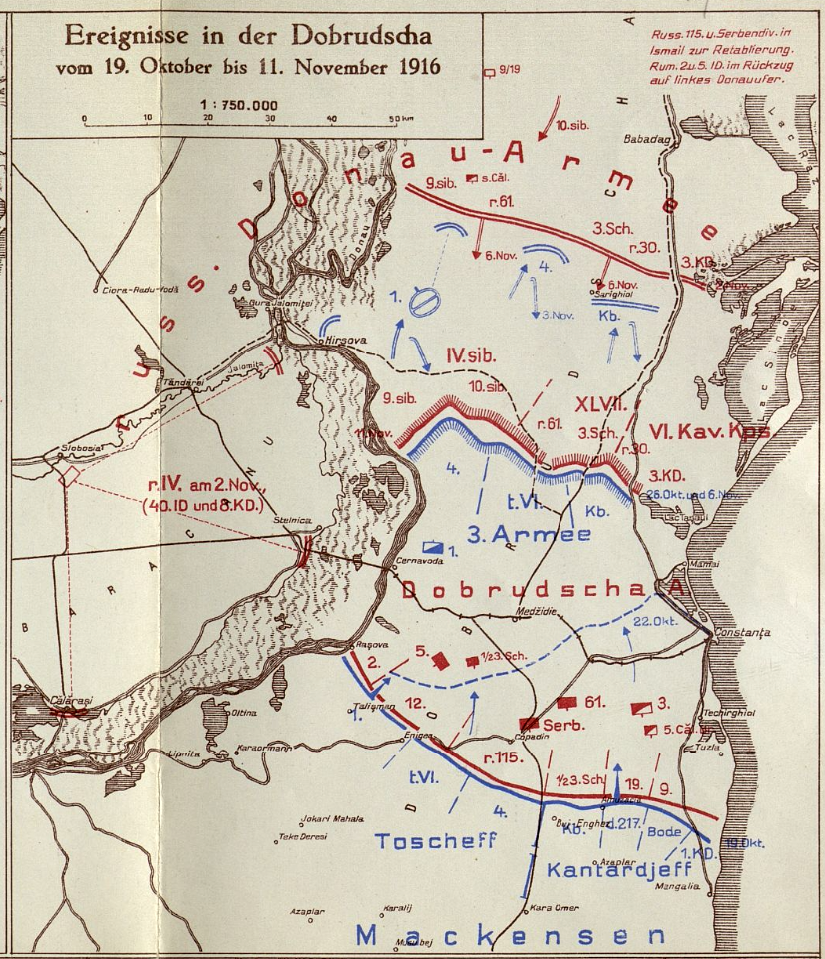
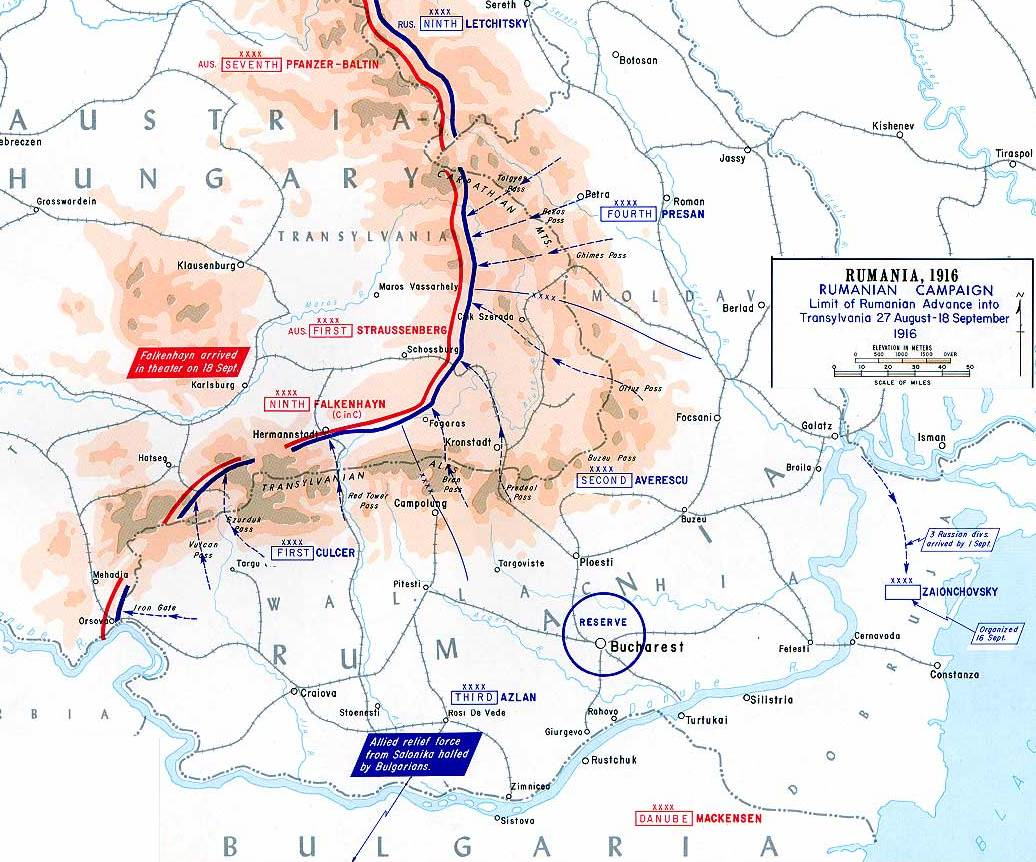